# François de Langlade du Chayla

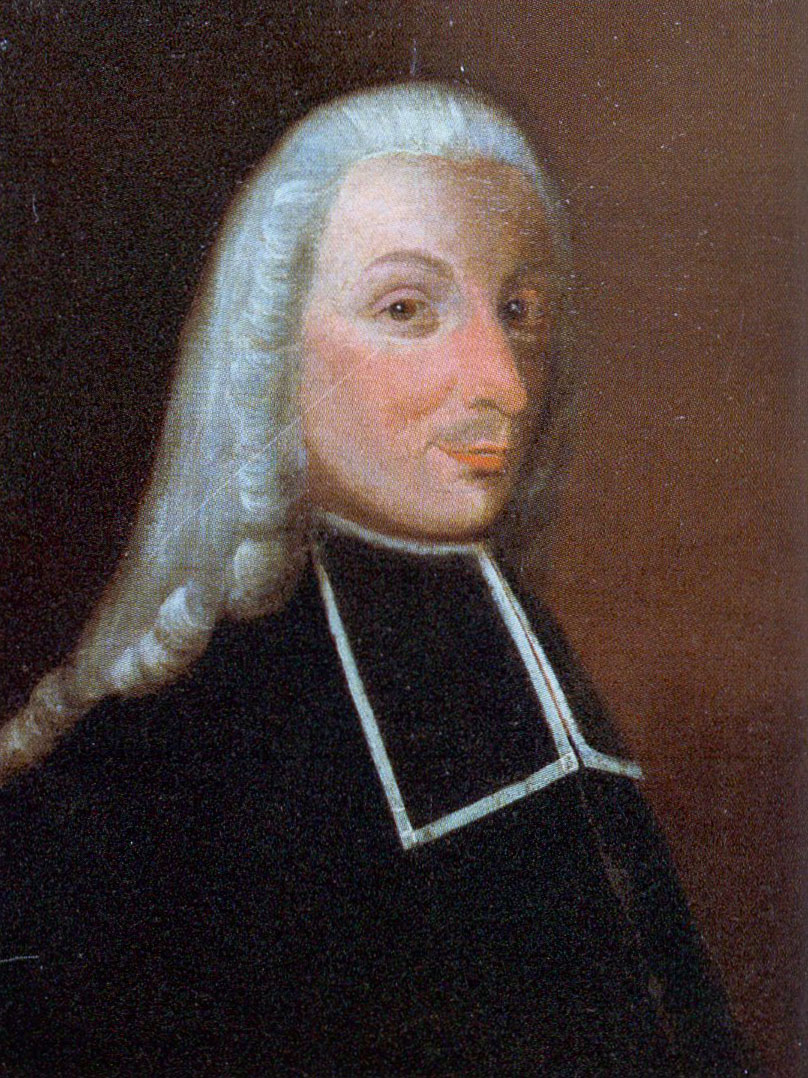
Aartspriester de Langlade du Chayla

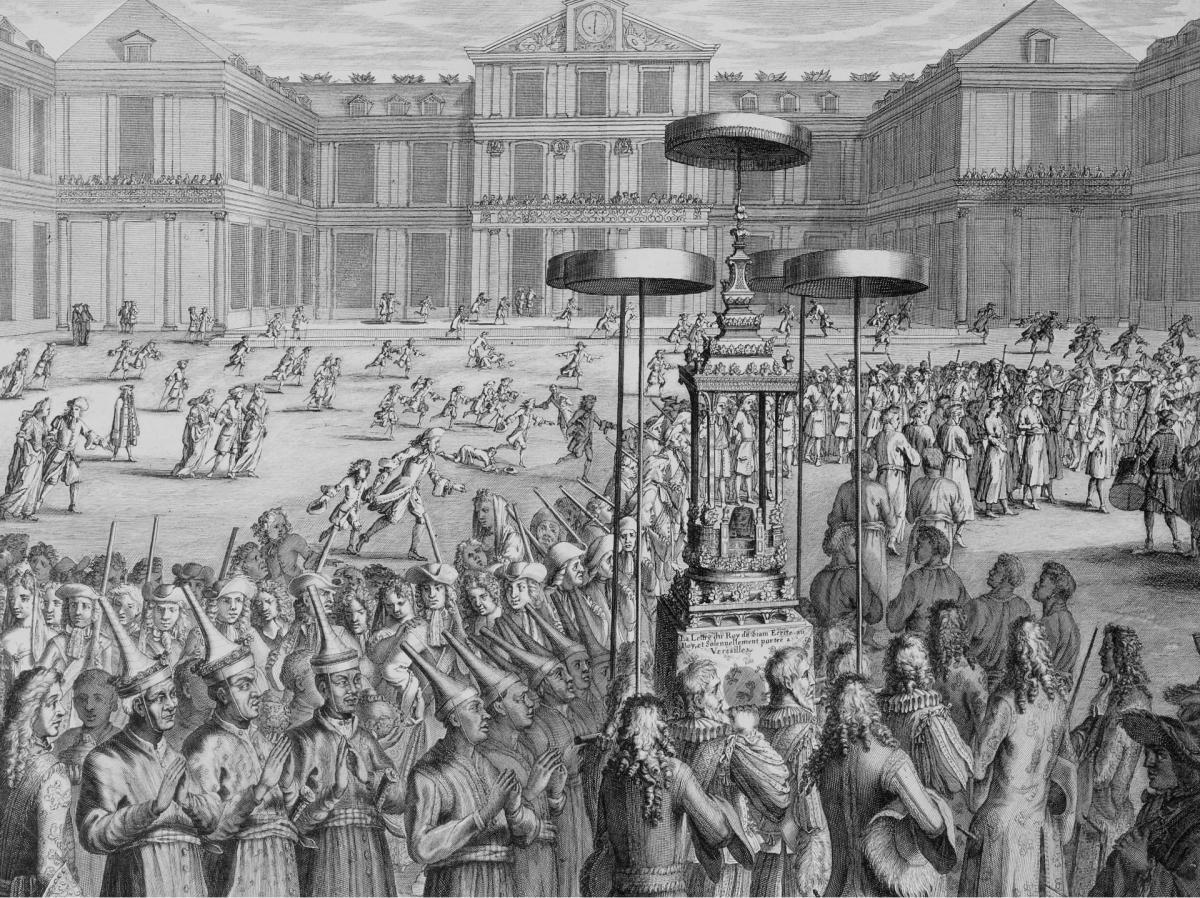
Gezanten uit Thailand bij de Zonnekoning (17e eeuw)

François de Langlade du Chayla (Saint-Paul-le-Froid, 1647 – Le Pont-de-Montvert, 24 juli 1702) was een Frans edelman en priester. Hij was korte tijd missionaris in Thailand (1686). Eenmaal terug in Frankrijk, martelde hij, als aartspriester van de Cevennen, hugenoten in de Languedoc.
Zijn bijnaam was de tijger met het schaapsgezicht. Door zijn brutaliteiten ontlokte hij de protestantse guerrilla-oorlog, genaamd de Guerre des Camisards (1702-1705).

## Levensloop

### Priester
Du Chayla werd geboren op het kasteel van Chayla, tegenwoordig het dorp Saint-Paul-le-Froid. Dit kasteel was gelegen in de Zuid-Franse provincie Gévaudan in de Languedoc, in het koninkrijk Frankrijk. Zijn familie was een weinig gefortuneerde adellijke familie. Zijn moeder stierf toen hij 12 jaar was. Zijn vader werd weggehaald om galeislaaf te zijn. Vader de Langlade du Chayla stak immers diep in schulden en alle familiegoederen waren al aangeslagen. Du Chayla had als jongen gevochten met deurwaarders en er zelfs twee opgesloten gehouden in de kelders van het kasteel. Als jongeman was du Chayla op zichzelf aangewezen. 
Hij wou naar het leger trekken, zoals zijn oudere broers. Doch hij moest van zijn broers priester worden; hij kreeg de lagere wijdingen, aan de leeftijd van 13 jaar (1660). Hij verscheen aan de universiteit van Avignon om rechten te studeren doch hiervan is geen einddiploma te vinden (1673). Van een verwant priester kreeg hij een prebende van de priorij van Notre-Dame de Molezon, in Gévaudan gelegen. Dit gaf hem inkomsten. In 1681 beëindigde hij zijn priesterstudies met een diploma van doctor in de theologie aan de universiteit van Toulouse. Hij was toen 34 jaar.  
In 1683 verbleef hij met zijn oudste broer Joseph, officier van de infanterie, en broer Nicolas, musketier, op het kasteel van zijn ouders. Tijdens het kaartspel viel de familie van hun moeder binnen en stichtte brand. Priester du Chayla vocht mee met zijn broers; de drie broers du Chayla ontsnapten aan een arrestatie achteraf.

### Missionaris in Thailand
In 1684 dook du Chayla op in Parijs. Via de schoonfamilie van Joseph geraakte hij in contact met priester de Choisy. Deze laatste had connecties aan het koninklijk hof door travestiet te zijn voor Filips, de broer van de Zonnekoning. Zo geraakte du Chayla aan een koninklijke opdracht om naar Thailand te reizen; de naam van Thailand was destijds Siam. Bovendien geraakte hij aan een lening van 1.150 dukaten, een enorme lening voor die tijd (1685). Priester du Chayla maakte deel van een delegatie van Franse diplomaten, missionarissen en jezuïeten-wiskundigen die reisden richting Thailand en China (1686).
In Thailand had du Chayla één enkele taak van de Franse Kroon: hij moest missioneren. Met hardhandige hand bekeerde du Chayla boeddhisten. Hij gebruikte marteltechnieken zoals nagels uittrekken en brute epileringen. Als tegenreactie werd du Chayla op een dag in elkaar geslagen en voor dood achtergelaten. Dankzij een stalknecht kwam hij er bovenop. De ambassadeur van Frankrijk bekloeg er zich over bij de koning van Thailand. De koning liet de aanvoerder van de bende vertrappelen door olifanten; verder vroeg de koning dat du Chayla onmiddellijk terugkeerde naar Frankrijk. Du Chayla was, alles samen genomen, enkele maanden in Thailand geweest.

### Aartspriester van de Cevennen

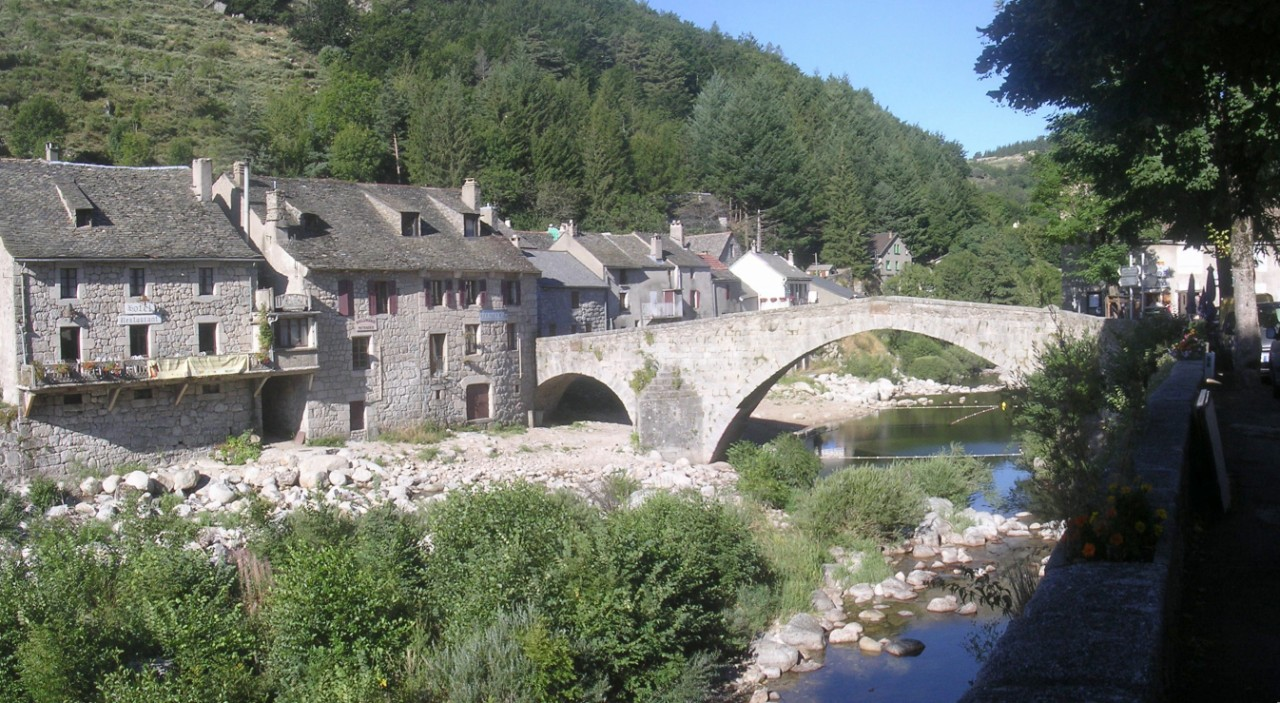
Le Pont-de-Monvert in het departement Lozère, destijds de Gévaudan. Hier had de aartspriester zijn folterkelders.

In 1686 stond du Chayla terug in Parijs. De Zonnekoning had het strenge Edict van Fontainebleau uitgevaardigd, waarbij de hugenoten al hun rechten verloren (1685). Overal in de Languedoc werden protestanten bedreigd door dragonnades. De koninklijke intendant van de Languedoc benoemde du Chayla tot aartspriester van Cevennen en ‘missie-inspecteur’ van het bisdom Mende, wat overeenkwam met de provincie Gévaudan, zijn geboortestreek. De intendant had weliswaar geen hoge dunk van de baldadige familie de Langlade du Chayla met hun openstaande schuld van duizenden dukaten. In zijn ogen was du Chayla evenwel de geknipte persoon om het protestantisme te onderdrukken in de streek, conform het bevel van de Zonnekoning. In Gévaudan was minstens 95% der bevolking protestants. 
Du Chayla omringde zich met jonge priesters en een militie van een handvol soldaten. Zijn residentie was in de hoofdstad Mende, de bisschopsstad, doch hij had op verschillende plekken woonhuizen. Het meest beruchte huis was dat in Le Pont-de-Montvert. Dit was een versterkte hoeve met grote kelders; de protestantse eigenaar was de keel overgesneden tijdens een dragonnade. In de grote kelders sloot du Chayla zijn gevangenen op. Hij en zijn medestanders martelden hen, en dit op grotere schaal dan dat hij in Thailand gedaan had. Meerdere marteltechnieken zijn van hem beschreven: bijvoorbeeld gloeiende houtskolen in de handen drukken, of de haren of nagels uitrukken. Hij martelde vooral ’s nachts. Zo liet hij ook wol gedrenkt in olie vastbinden aan de benen en stak de gevangenen in brand. Volgens protestantse tijdgenoten gedroeg du Chayla zich als een keizer Nero die christenen als toortsen gebruikte. Wanneer rijke protestanten hun familie kwamen vrijkopen uit de kelders, stuurde du Chayla zijn militie om hen te verjagen.
Op 24 juli 1702 bestormden een 60-tal hugenoten het huis van du Chayla. Zij staken zijn huis in brand, doodden zijn handlangers en bevrijdden de gevangenen. Ze zongen psalmen. Twee van hun leiders gedroegen zich als profeten: Abraham Mazel en Esprit Séguier. Aartspriester du Chayla sprong uit een venster en brak zijn enkel. Ver liep hij niet. Zijn lijk werd teruggevonden doorstoken met dolken, volgens Alexandre Dumas (19e eeuw). 

## Gevolgen
Met de dood van du Chayla begon de opstand van protestanten tegen de repressie in de Gévaudan en het oosten van de Languedoc. Deze oorlog staat bekend als de Guerre des Camisards. Het is een guerrilla-oorlog die zich vooral afspeelde in de Cevennen, het natuurgebied waar de protestanten zich schuil hielden. 
Het graf van du Chayla staat in de kerk van Saint-Germain-de-Calberte. Het grafschrift luidde: Hier rust François de Langlade du Chayla, wiens dood de Guerre des Camisards uitlokte. De gedenksteen werd opgericht door (tot het katholicisme) bekeerde mensen uit de Cevennes, ter herdenking van alle slachtoffers en tot boetedoening van alle haat. 
Het huis van de aartspriester in Le Pont-de-Montvert werd in de jaren 1920 afgebroken.

## Verhalen
Het leven van aartspriester du Chayla is meermaals in boeken verhaald, zowel door protestantse als katholieke auteurs. De brutaliteit is een constante in al deze versies. 
Enkele voorbeelden: 
- Mingaud: Le Journal du curé Mingaud (archieven department Lozère, 1710)[6]
- Alexandre Dumas: Massacres du Midi 1551-1815, hoofdstuk II (1840)[7]
- Robert Louis Stevenson: Travels with a donkey in the Cévennes (1879)
- Philip Henry Stanhope: History of England compromising the reign of Queen Anne until the peace of Utrecht, Volume I, hoofdstuk III blz 104-105 (1889).[8]

- Bibliothèque nationale de France: cb12042262v (data)
- Gemeinsame Normdatei: 1147212570
- International Standard Name Identifier: 0000 0000 3712 2133
- Library of Congress Control Number: n87900876
- Nederlandse Thesaurus van Auteursnamen: 240555317
- Système universitaire de documentation: 028624939
- Virtual International Authority File: 1540436
- WorldCat: E39PBJmtvGmK9vCG4jtWPhDDv3